# 司馬筠
司馬 筠（しば いん、生没年不詳）は、南朝斉から梁にかけての官僚・儒学者。字は貞素。本貫は河内郡温県。

## 経歴
斉の奉朝請の司馬端の子として生まれた。幼くして父を失い、貧苦にあっても学問を好み、劉瓛に師事した。成長すると、経学に広く通じ、とくに三礼に明るかった。
斉の建武年間、奉朝請を初任とし、王府行参軍に転じた。梁の天監初年、本州治中となり、曁陽県令に任じられ、清廉な統治で知られた。入朝して尚書祠部郎に任じられた。
天監7年（508年）、安成太妃陳氏が死去すると、安成王蕭秀と始興王蕭憺は「慈母表」を上表して解職を求めた。しかし武帝は許さず、ふたりの弟を任地に帰してもとの任を続けさせた。陳氏は建康で亡くなったことから、喪主が不在ということになった。周捨がこの問題を提議して、議論が交わされた。司馬筠らの意見により制は改定され、嫡妻の子が母を失って父の妾に養育された場合、5か月の喪に服するのが永制とされた。
司馬筠は王府諮議や権知左丞事を歴任し、ほどなく尚書左丞に任じられた。始興郡内史として出向し、在官のまま死去した。
子の司馬寿は司馬筠の学問を受け継ぎ、やはり三礼に明るかった。大同年間に尚書祠部郎を経て、曲阿県令として出向した。

## 伝記資料
- 『梁書』巻48 列伝第42
- 『南史』巻71 列伝第61